# Santa Maria de Viladordis
Santa Maria de Viladordis és una església que centra una petita barriada de cases disseminades que forma part del municipi de Manresa (Bages) i està protegida com a bé cultural d'interès local. Està dedicada a la Mare de Déu de Viladordis o de la Salut.
Antigament era coneguda com a parròquia de Santa Maria de Vilamajor, però actualment és coneguda com a Santa Maria de Viladordis. De fet el carrer principal de Viladordis és anomenat carrer de Vilamajor.
Forma part de les parròquies filials que delimiten Manresa, juntament amb Sant Joan de Vilatorrada, Sant Salvador de Vallformosa, Sant Sadurní de Salelles, Santa Maria de Claret, Sant Iscle de Bages i Santa Maria de Joncadella.

## Etimologia del nom
El topònim de Viladordis prové de la paraula llatina "Villa hordeorum". En la seva primera accepció significa casa de camp o casa de llauradors i més tard es va denominar llogaret. Amb el pas del temps, juntament amb el desenvolupament del feudalisme, van canviar el nom pel de "mansus", mas o masia, als quals s'hi afegia el nom del propietari o el del primer feudatari que tenia el domini útil de la terra. A Viladordis, per ser terreny especialitzat en el cultiu de l'ordi, es va donar com a nom topogràfic el de "Villa-hordeorum", Vila d'ordis.

## Història
La primera documentació del lloc és del segle x, Vilamajor apareix el 982 i Viladordis el 970. En aquest indret a la vora del riu en un assentament anterior, es van trobar les primeres restes humanes de Manresa.
Entre 915 i 938 l'església ja consta com a filial de la seu de Manresa. Es tracta d'una obra construïda durant diferents èpoques. L'església original era una construcció del segle IX, va ser destruïda per Almansor el 999 i va ser tornada a devastar el 1114.
Durant els segles XII i xiii es dugué a terme la substitució de la coberta d'embigat per una volta de pedra. Al segle xvi s'hi va afegir el campanar, i durant el segle XX es restaurà per la gent del poble.
Al principi era parroquial, però a partir del segle xiv va prendre molta importància com a santuari marià, al qual va acudir en diverses ocasions Sant Ignasi durant la seva estada.
L'església va constar com a parròquia del Bisbat de Vic anteriorment a l'any 1154, però com a causa de la despoblació del territori ho va perdre durant el segle xiv. A partir del segle xviii va pertànyer a la feligresia parroquial de Sant Iscle de Bages i l'any 1878 a la parròquia del Pont de Vilomara.
Des de fa molts anys la gent de la comarca i sobretot els manresans han tingut una gran devoció cap a la Mare de Déu d'aquest santuari, la Mare de Déu de la Salut. Consta que s'hi van realitzar processons per demanar la pluja o per obtenir la protecció divina en pestes i calamitats.

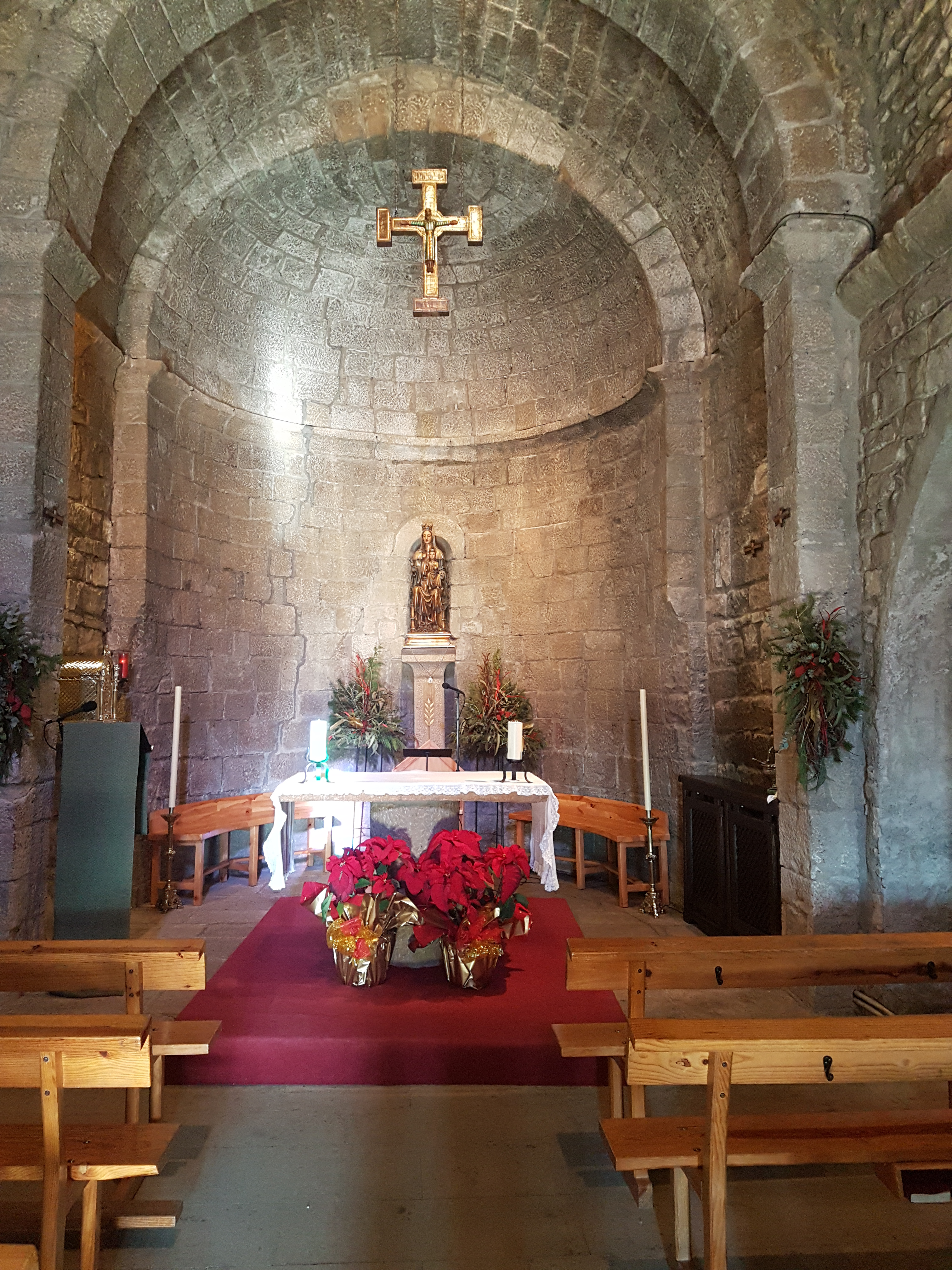
Nau central

A partir de l'any 1902 es van començar a realitzar aplecs al santuari juntament amb l'Orfeó Manresà. L'any 1947 van continuar les entitats antecedents del que actualment és l'Agrupació Cultural del Bages. S'anomena Aplec del Bages des de l'any 1978.

## Descripció

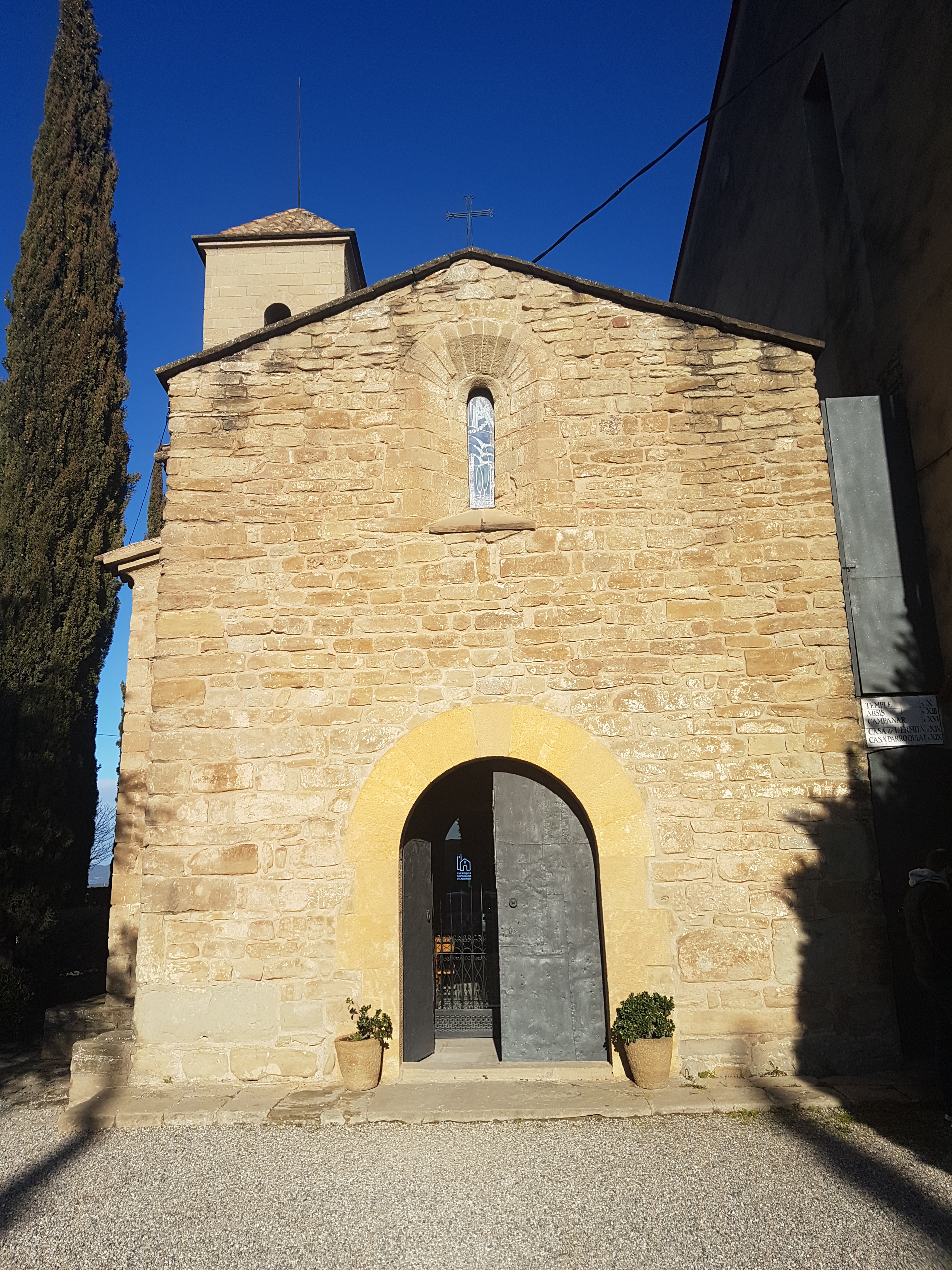
Porta principal de l'església de Santa Maria de Viladordis

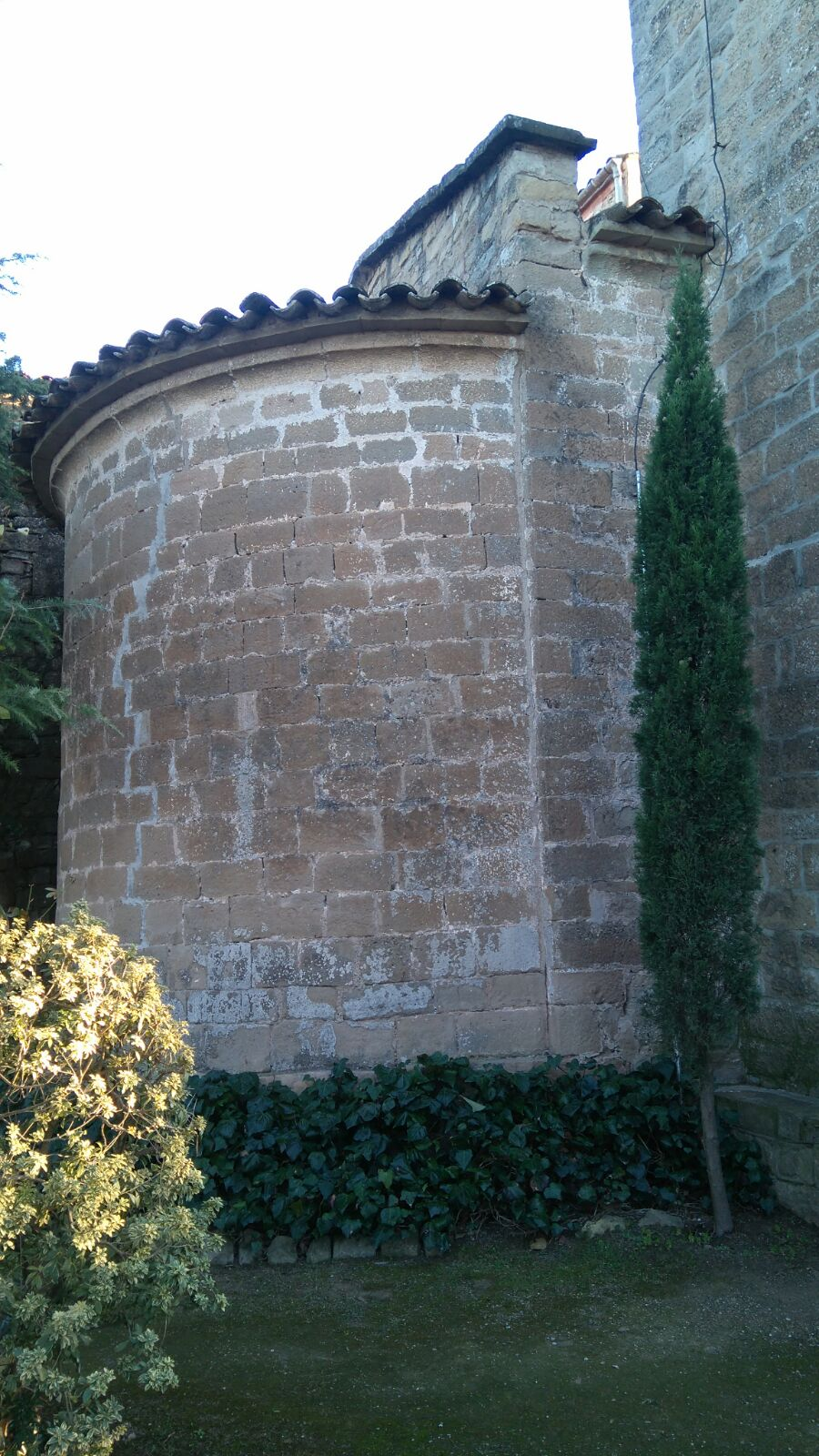
Absis del segle XIII

L'església forma un sol cos amb l'edificació de la rectoria. És una construcció d'una sola nau, coberta amb volta de canó reforçada per tres arcs torals, que s'uneix a l'absis semicircular per mitjà d'un ampli espai presbiteral. L'accés actual és a ponent i va ser obert al segle xvi, però conserva la portalada romànica de quatre arcs en degradació que mena a la capella del Sant Crist. El campanar de torre que s'alça a l'angle nord-est també és un afegit posterior. Conserva la pica baptismal romànica.
El portal romànic original es troba al mur sud, és la porta d'entrada a la capella de Sant Crist. Està format per quatre arcs de mig punt realitzats amb dovelles.
La nau és originària del preromànic i mesura 13,5 m de llargada, 5,5 m d'amplada i 0,80 m de gruix de paret amb portal antic en un lateral i absis semicircular, el qual té una finestra centrada de doble esqueixada coronada amb un arc de mig punt. Coberta amb volta de pedra dividida en quatre trams desiguals per tres arcs torals. El frontal i el campanar (de perfecta torre quadrada) són posteriors. S'aprecia una gran diferència dels carreus en la seva col·locació i les seves mides segons les diferents èpoques de construcció.
El temple s'uneix a la rectoria pel cantó sud i al cantó nord té diversos afegits moderns.
Al solar de davant la capella hi podem trobar un bloc de pedra que mesura uns 48 cm d'ample per 40 cm d'altura i 36 cm de gruix, per les seves característiques sembla que correspon a l'arc triomfal de la primitiva església preromànica. Al solar de l'església també hi ha conservat un sarcòfag de pedra romànic, estèticament simple, sense ornamentació. A la part nord-oest i al lloc on es fa les funcions d'atri, es pot observar una pica baptismal romànica, datada del segle xii i la qual encara s'utilitza per a batejar.

## La Verge de la Salut
La imatge de la Mare de Déu de la Salut de Viladordis és de les més antigues que es coneix, és una talla de fusta gòtica del segle xiv. Fins a la guerra va ser ornamentada amb vestits postissos i a partir de la postguerra es va anar restaurant fins a l'aspecte que té actualment.
El títol de la Salut va ser posterior al segle xvii fruit de les processons en què es demanava la salut, a causa de les pestes. La seva festivitat és el dia 8 de setembre, el dia de les marededéu trobades, ja que va ser trobada en un pou excavat a la roca per un pagès, on segurament fou amagada durant la Guerra Civil per a evitar la seva sostracció o destrucció. L'any 1968 es va instal·lar als voltants de l'ermita una font, anomenada "La Font de la Salut". Existeix més d'una vintena de goigs dedicats a la Mare de Déu de Viladordis.
El santuari tenia un antic retaule, conegut com a retaule del Roser, data del segle xvi i va ser destruït durant la Guerra Civil. L'únic que es va poder salvar del retaule fou el frontal de l'altar i quatre reproduccions de la vida de la Mare de Déu, que actualment es troben al Museu Comarcal de Manresa i es poden visitar.

## La petjada de Sant Ignasi de Loiola
Viladordis és un dels llocs ignasians més importants de la ciutat de Manresa. L'any 1522 Sant Ignasi va passar a Manresa onze mesos i durant l'estada que va realitzar a la ciutat anava freqüentment al santuari a resar i a demanar caritat a la Casa de les Marcetes, una casa que es troba a prop de l'església, on hi residien els que exercien el patronat i cuidaven l'església abans que hi hagués un mossèn resident.
Sant Ignasi es va convertir en un gran devot. Actualment a l'entrada del santuari hi ha una pedra que recorda el lloc on s'agenollava per resar, la pedra conté la inscripció "Any 15 22 JHS Padre de S Ignasi". També hi ha des de l'any 1632 un quadre a l'oli que recorda al sant.
L'any 1523 el Sant marxà de Manresa passant per Viladordis, per l'anomenat camí de partença, en direcció el Pont de Vilomara, i finalment Barcelona. Abans de marxar va donar a la família de la casa de Les Marcetes i com a ofrena a la Mare de Déu, el cinyell del vestit que li voltava al cos, el qual va ser guardat en un reliquiari d'argent però va desaparèixer durant la Guerra Civil.

## Restes arqueològiques
Les restes arqueològiques trobades a Viladordis consten que són les més antigues trobades al terme de Manresa: Es van localitzar una sepultura de fossa de l'època neolítica, una gerra de grans dimensions amb enterraments dins que actualment es troba al Museu Comarcal de Manresa, una sepultura amb característiques similars, una necròpolis medieval formada per 23 tombes antropomorfes, les més properes a l'església daten entre els segles IX-X. També es van trobar restes d'un mas del segle xiv.
Al voltant de l'església hi va haver un cementiri parroquial, el qual durant el pas del temps va canviar la seva ubicació tres cops. Al segle XX va ser traslladat a la seva ubicació actual, al Cementiri Municipal de Manresa.